# جان دي لا برويير
جان دي لابرويير (بالفرنسية: Jean de La Bruyère) أديب وكاتب فرنسي، وًلد في باريس في 16 أغسطس عام 1645. درس الحقوق في جامعة أورليان، لكنه لم يمارس المحاماة وانصرف إلى الوظائف الإدارية العليا. خالط لويس كوندي الأكبر وأهله وتعرف على ميولهم وعيوبهم، بعد أن كان أمينًا عامًا. في عام 1688، قام بنشـر ترجمة لكتـاب الطبائـع للكاتب الإغريقي ثيوفراستوس. ثم أتبعه في العام ذاته بكتاب  طبائع وعادات هذا القرن، وكان بمثبة تعليقًا على الكتاب اليوناني. وقد حقق هذا العمل نجاحًا كبيرًا مما دفع الكاتب إلى إثراءه وإدخال إضافات عليه بدءًا من الطبعة الرابعة عام 1689 حتى الطبعة التاسعة التي نشرها عام 1696.
يقترب لابرويير في نظرته وآراه عن البشر من لاروشفوكو الذي كان يهاجم دائمًا نزعة حب الذات السائدة، لكن كان يختلف عنه في قدرته على تسجيل انطباعاته الشخصية عن الناس، مع رصد المجتمع في فترة تغييرات جذرية استطاع خلالها أن يرسم تأثير انبثاق طبقة جديدة من الحقوقيين ورجال الأعمال وأصحاب الأموال الذين كان لهم دورهم في تغيير منحى الأخلاق وفي تحول العلاقات الاجتماعية. وقد استطاع باهتمامه بالأخلاق أن يبين الأسباب السياسية والاجتماعية التي تبرر نشوءها، كالحرب والتفاوت الكبير في الثروات. وكان يرى أن الطبيعة البشرية ما هي إلا لغز وأن ما يؤلفها هو القسوة والجحود وانعدام العدالة وحب الذات ونسيان الآخرين. لكنه مع ذلك كان يؤمن بأن التفكير وحده يميز البشر ويعطيهم القوة.
تطرّق لابرويير في كتابه الطبائـع إلى كثير من الأمور، فقد وصف الموضة في الثياب والحياة في المدينة وفي البلاط، والملك ومن يحيط به، والطعام، وأصحاب الفكر. وكانت ملاحظاته المبعثرة تؤلف كلًا متكاملًا ومتجانسًا يعطي صورة شاملة للعصر، مع التركيز على ما هو غريب وخاص بفئة معينة. وقد كانت لديه قدرة على تضخيم الأخطاء لتصير مضحكة بأسلوب يقترب من الرسم الكاريكاتوري الساخر الذي تمتزج فيه النفس المأساوية مع الفكاهة. وتوفي في فرساي في 10 مايو عام 1696.

## وصلات خارجية
- جان دي لا برويير على موقع الموسوعة البريطانية (الإنجليزية)
- جان دي لا برويير على موقع إن إن دي بي (الإنجليزية)
- جان دي لا برويير على موقع ديسكوغز (الإنجليزية)